# شونیچی ناگاساکی
شونیچی ناگاساکی (انگلیسی: Shunichi Nagasaki؛ زادهٔ ۱۸ ژوئن ۱۹۵۶) کارگردان و فیلم‌نامه‌نویس اهل ژاپن است.